# Proyecto de avión regional turco

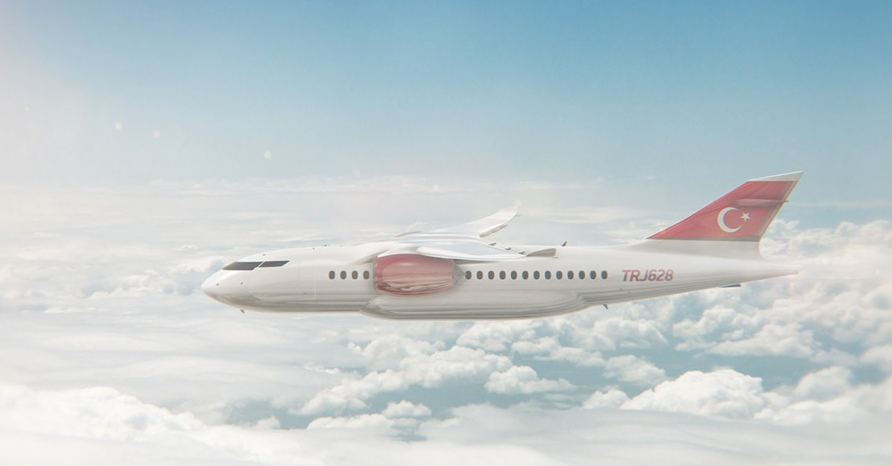
Proyecto de avión regional turco TRJ-628

El Turkish Regional Jet (TRJ) fue un proyecto para producir el primer avión regional de Turquía. El proyecto habría utilizado una versión modificada del Dornier 328, el TRJ-328 y el TRJ-628. 
El proyecto fue cancelado en 2017 por ser “económicamente inviable”.

## TRJ-328
El TRJ-328 debía utilizarse como banco de pruebas para el TRJ-628. La capacidad debía limitarse a 32 asientos. El avión cubriría vuelos directos y frecuentes hacia y desde pequeñas ciudades de Turquía,que entonces no eran posibles con aviones más grandes.

## TRJ-628
El TRJ-628 debía contar con entre 60 y 70 asientos y, en general, ser un avión más grande. 